# Варфоломеева, Олимпиада Максимовна
Олимпиада Максимовна Варфоломеева  (1865, Соликамск, Российская империя — 1960, Пермь, РСФСР, СССР) — советский дошкольный педагог, инициатор, общественный деятель.

## Биография
Родилась в 1865 году в Соликамске.
Училась в гимназии. Благодяря людям, которые помогали в учёбе, О. Варфоломеева окончила восемь классов Пермской женской гимназии по специальности  русского языка и словесности. После гимназии, окончила Чердынское женское училище, а затем его же возглавила.
«В семье родителей я была семнадцатым ребёнком. Отец мой не имел средств для моего образования, но моя личная цель была стать народной учительницей 
.
После начала педагогической деятельности начались и общественные работы. О. Варфоломеева организовывала литературные утренники, кружки самообразования, а также проводила беседы с родителями.
После замужества, активность в работе не снизилась, О. Варфоломеева снова принялась организовывать кружки самообразования, устраивала спектакли, литературные чтения и детские ёлки.
Когда у Варфоломеевой было четверо детей, она повезла их оздоровлять в Крым и впервые познакомилась с детскими площадками и дошкольной работой, а также встретила впервые частный детский сад и данное новое учреждение её глубоко заинтересовало по своей воспитательной постановке.
В 1912 году было создано общество «Светлая юность». Представителем являлась сама О. Варфоломеева. Данной задачей в самом обществе являлось воспитание нравственности среди молодёжи и воспитание детей с раннего  возраста. Была открыта первая на Урале и в Перми детская площадка, игры и занятия распределялись по возрасту. Также уделялось большое внимание подвижным играм; школьники писали рефераты, доклады, рисовали с натуры, собирали коллекции для школ, а когда наступали праздники, они проводились широко и торжественно, были оркестры, лозунги. За лето по статистике было зарегистрировано 6340 посещений данной площадки. После организованной удачи с площадкой, было принято решение благодаря обществу «Светлая юность» организовать детский сад. О. М. Варфоломеева в свою очередь рассказала о начале работы так:
«Имея слишком малый опыт и не имея средств, трудно было начинать большое дело. Но городское и заводское население откликнулось быстро на новое общественное воспитание детей, как показала работа на площадке, что дало организаторам уверенность. Пришлось употребить все старания, чтобы первый детский сад в г. Перми поставить на должную высоту» 
После удачи организаторов, было найдено просторное, светлое, заново отрематированное здание, а сам детский сад был открыт в 1912 году. Больше внимания уделялось ручному труду, проводились занятия с песком и глиной, а обязательными работами являлись музыкальные занятия, также изучались иностранные языки.
После возникновения необходимости в подготовке кадров по дошкольному воспитанию. Практиканткам, учащимся в педагогических классах женской гимназии и епархиального училища, давались инструкции, но этого было недостаточно. Лишь в 1916 году при открытии университета в Перми, удалось организовать дошкольные курсы. О. М. Варфоломеевой, на что она рассказала:
«Собрав все привезенные из Петрограда программы, я обратилась к профессуре помочь с организацией Фребелевских курсов. Они чутко отнеслись к нашей просьбе и горячо принялись за дело. 11 июня 1917 года организационным составом педагогов было принято постановление об открытии одногодичных курсов» .
После установления Советской власти, согласно на те времена новому уставу дошкольного института, ответственным лицом стал являться директор, а О. М. Варфоломеевой удалось получить скромную должность секретаря. В 1933 году областной исследовательский институт рассмотрел документы по организации дошкольного образования и воспитания и определил, что Олимпиада Максимовна Варфоломеева является основоположницей дошкольного дела в Уральской области.
Ушла из жизни в 1960 году в Перми. Похоронена на Егошихинском кладбище. По данным, прожила 95 лет.